# Каяньелло, Андреа
Андреа Каяньелло (итал. Andrea Caianiello; род. 24 сентября 1987, Неаполь) — итальянский гребец, выступавший за национальную сборную Италии по академической гребле в период 2006—2013 годов. Чемпион мира, двукратный чемпион Европы, победитель и призёр этапов Кубка мира, участник летних Олимпийских игр в Лондоне.

## Биография
Андреа Каяньелло родился 24 сентября 1987 года в Неаполе, Италия. Серьёзно заниматься греблей начал в 2004 году, проходил подготовку в клубах Fiamme Oro GS и Posillipo CN.
Впервые заявил о себе в 2006 году, выиграв серебряную медаль в безрульных двойках лёгкого веса на молодёжном мировом первенстве в Бельгии. Тогда же вошёл в основной состав итальянской национальной сборной и побывал на чемпионате мира в Итоне, где получил в той же дисциплине бронзу.
В 2007 году отметился победой на этапе Кубка мира в Люцерне, был лучшим на молодёжном мировом первенстве в Глазго и на взрослом чемпионате мира в Мюнхене.
На чемпионате мира 2008 года в Линце стал в лёгких безрульных двойках серебряным призёром, в то время как на чемпионате Европы в Афинах завоевал золото в четвёрках.
В 2009 году в двойках выиграл этапы Кубка мира в Баньолесе и Люцерне, победил на молодёжном мировом первенстве в Рачице, взял серебро на чемпионате мира в Познани.
Сезон 2010 года сложился для Каяньелло не лучшим образом, на этапах Кубка мира он был лишь третьим, тогда как на чемпионатах Европы и мира вообще не сумел попасть в число призёров, заняв в зачёте лёгких четырёхместных экипажей четвёртое и шестое места соответственно.
В 2011 году одержал победу на чемпионате Европы в Пловдиве и финишировал вторым на чемпионате мира в Бледе.
Благодаря череде удачных выступлений удостоился права защищать честь страны на летних Олимпийских играх 2012 года в Лондоне — стартовал в программе четвёрок распашных лёгкого веса, но сумел отобраться только в утешительный финал «Б», где занял последнее шестое место — в итоговом протоколе соревнований расположился на 12 строке. Также в этом сезоне выступил на чемпионате мира в Пловдиве, где стал серебряным призёром в зачёте лёгких восьмёрок.
После лондонской Олимпиады Каяньелло ещё в течение некоторого времени оставался в составе гребной команды Италии и продолжал принимать участие в крупнейших международных соревнованиях. Так, в 2013 году он стартовал в распашных восьмёрках с рулевым на чемпионате Европы в Пловдиве, на этапе Кубка мира в Люцерне и на чемпионате мира в Чхунджу, но во всех этих случаях был далёк от призовых позиций.